# Krijtrotsen van Dover

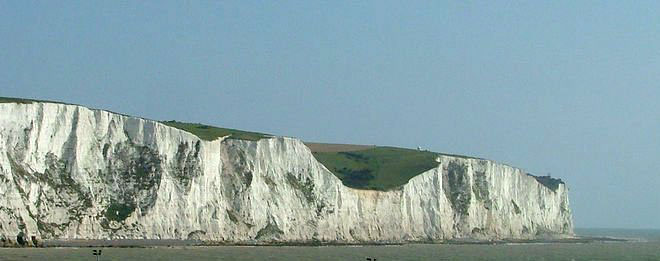
de krijtrotsen van Dover

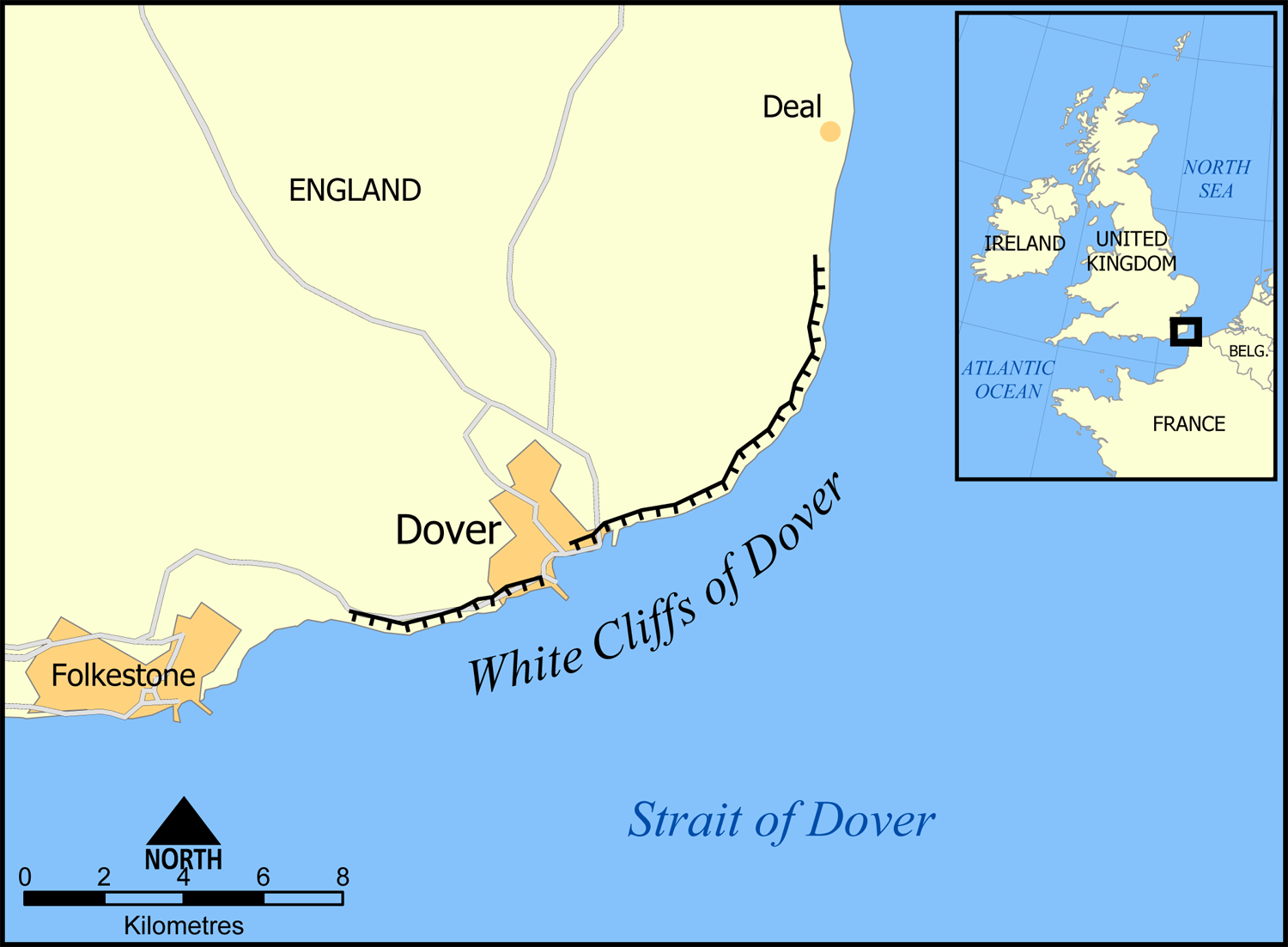
op de kaart: de White Cliffs

De krijtrotsen van Dover maken deel uit van de kust van Engeland bij het Nauw van Calais. Met goed weer zijn de krijtrotsen vanaf Cap Gris-Nez in Frankrijk te zien.
De kliffen strekken zich uit langs de kustlijn van Kent tussen ongeveer 51°06'N, 1°14'E en 51°12'N, 1°24'E, aan weerszijden van Dover. De rotsen bestaan voornamelijk uit krijtgesteente. De erosiesnelheid bedraagt ongeveer 1 centimeter per jaar, maar er kunnen soms grotere stukken afbreken. Verschillende soorten vogels nestelen in de rotswand, zoals de noordse stormvogel en de drieteenmeeuw.
Bovenop de krijtrotsen is ten noordoosten van Dover de Obelisk van St. Margaret's at Cliffe gebouwd.

## Krijtgesteente
De grond in het zuidoosten van Engeland en langs de kust in het zuiden van Het Kanaal bestaat voor een groot deel uit krijtgesteente. Meer naar het oosten langs de kust van het Kanaal liggen de krijtrotsen Beachy Head en de Seven Sisters, landinwaarts liggen de North Downs.

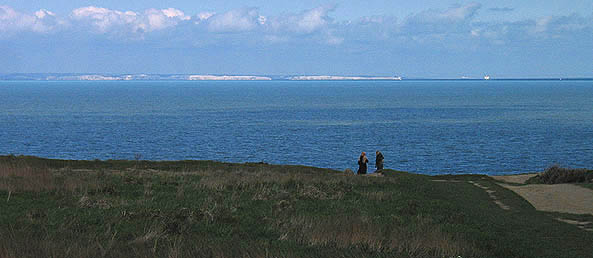
De krijtrotsen gezien vanaf Cap Gris-Nez